# Bardoňovo
Bardoňovo este o comună slovacă, aflată în districtul Nové Zámky din regiunea Nitra, pe malul râului Ketský potok⁠(d). Localitatea se află la altitudinea de 193 m deasupra n.m., se întinde pe o suprafață de 23,81 km2 și în 2017 număra 695 de locuitori.

## Istoric
Localitatea Bardoňovo este atestată documentar din 1269.

## Demografie
| An:                | 1994 | 2004   | 2014    | 2024   |
| ------------------ | ---- | ------ | ------- | ------ |
| Număr de persoane: | 953  | 876    | 750     | 689    |
| Diferență:         |      | −8,07% | −14,38% | −8,13% |

| An:                | 2023 | 2024   |
| ------------------ | ---- | ------ |
| Număr de persoane: | 657  | 689    |
| Diferență:         |      | +4,87% |